# Estação Ferroviária de Alferrarede
A Estação Ferroviária de Alferrarede é uma gare da Linha da Beira Baixa, que serve a freguesia de Alferrarede, no município de Abrantes, em Portugal.

## Descrição

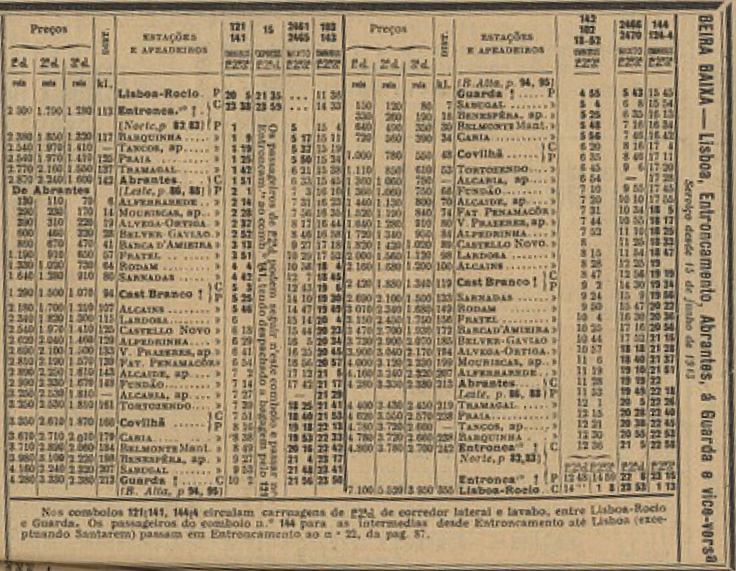
Horários da Linha da Beira Baixa em 1913, incluindo a estação de Alferrarede.

Esta interface tem acesso pela Rua da Estação, junto à localidade de Alferrarede, num subúrbio contíguo a leste de Abrantes, situando-se mais próxima do centro da cidade do que a estação nominal.
Em Janeiro de 2011, contava com duas vias de circulação, com 507 e 567 m de comprimento; as plataformas tinham ambas 199 m de extensão, e apresentavam 40 e 45 cm de altura.

## História
Esta interface insere-se no lanço da Linha da Beira Baixa entre Abrantes e a Covilhã, que começou a ser construído nos finais de 1885, e entrou em exploração no dia 6 de Setembro de 1891, pela Companhia Real dos Caminhos de Ferro Portugueses. A estação de Alferrarede fez parte da linha desde o principio, situando-se nessa altura a 5,576 km de Abrantes. Nos dias 5 e 6 de Setembro, a Companhia Real organizou comboios inaugurais de Abrantes até Castelo Branco e Covilhã, que tiveram paragem na estação de Alferrarede.
Em 1913, havia um serviço de diligências entre o Sardoal e a estação de Alferrarede. Em 1940, a Companhia dos Caminhos de Ferro Portugueses instalou uma marquise em Alferrarede. Em 1955, a estação contava com quatro ramais particulares. Devido à sua proximidade em relação à Estrada Nacional 2, a estação de Alferrarede chegou a ter uma grande procura por parte da região das beiras interiores.
Em Julho de 2008, esta interface encontrava-se num avançado estado de degradação e abandono, tendo sido vandalizada várias vezes. A bilheteira foi encerrada no dia 11 daquele mês, medida que suscitou protestos por parte da Junta de Freguesia de Alferrarede, que afirmou que iria aumentar a insegurança na estação, e iria levar a uma redução no número de passageiros. Em 28 de Março de 2017, uma pessoa faleceu após ter sido atropelada por um comboio perto da estação de Alferrarede, levando ao corte da circulação na Linha da Beira Baixa. Em Novembro de 2020, a operadora Infraestruturas de Portugal adjudicou uma empreitada para a requalificação da zona da estação de Alferrarede, com a demolição de vários edifícios, no sentido de ampliar o espaço para o estacionamento. Segundo a operadora, esta intervenção iria incluir a «demolição de edificado devoluto, sem perspetiva de utilização futura ou de valorização», que estava «em mau estado de conservação e suscetível a intrusões e/ou de ocupações ilegais». Em Janeiro de 2021, a autarquia de Abrantes lançou um programa para a reabilitação urbana em várias localidades do concelho, incluindo o reordenamento da área da estação, em conjunto com a Infraestruturas de Portugal. Em Fevereiro desse ano, os deputados do Partido Social Democrata eleitos por Santarém questionaram a empresa Infraestruturas de Portugal sobre as obras que pretendia fazer em várias estações da Linha da Beira Baixa, incluindo a de Alferrarede. Segundo a operadora, aquelas intervenções iriam consistir na «implementação das soluções técnicas mais adequadas, tendo em consideração a legislação em vigor, na melhoria das condições de acessibilidade a pessoas com mobilidade reduzida».